# Офшорне патрульне судно проєкту OPV60
Офшорне патрульне судно проєкту OPV60 — перспективний проєкт офшорного патрульного судна представлений в 2018 році компанією Асаба Дизайн Центр.
Універсальний корабель, який залежно від обраної комплектації може бути реалізований у формі корвета, сторожового корабля, корабля морської охорони, тощо.

## Призначення
- Охорона та патрулювання державного кордону
- Конвоювання суден та кораблів
- Надання допомоги у випадках стихійного лиха та евакуації постраждалих
- Пошуково-рятувальні операції
- Захист морських промислових об'єктів та комунікацій
- Охорона промислових суден та

## Тактико-технічні характеристики
- Довжина, м - 60.0
- Ширина, м - 9.8
- Водотоннажність, т - 488
- Дальність плавання:
  - Економічною швидкістю, м. миль - 2650
  - максимальною швидкістю, м. миль – 525

Проєктом передбачена можливість обладнання бортового шпиталю та розміщення 30 евакуйованих осіб. Дві рятувальні шлюпки можуть бути розміщені на борту, а їх підйом та спускання забезпечені на ходу корабля до 5 вузлів. Корабель містить майданчик для гелікоптера.
Озброєння та обладнання залежать від потреб кінцевого замовника.